# Live at Frogstock 2000
Live at Frogstock 2000, pubblicato nel 2000, è il primo album live dei Gem Boy. Prende giustamente il nome dal festival musicale Frogstock festival svolto a Riolo Terme.

## Formazione
- Carlo Sagradini - voce
- Giacomo - tastiere
- Davide - chitarra
- Siro - basso
- Max - batteria

## Tracce
1. F.I.G.A.
2. Non dire mai
3. Pinocchia
4. Orgia Cartoon
5. Praticamente ovvio
6. Dammi solo un minuto
7. Loro dicono, loro pensano
8. È un poeta
9. Panda special
10. Just my imagination
11. Tostapane
12. La bistieca
13. Potatina patatina
14. Superannunciatore
15. Il babbo permissivo
16. Feccia Cartoon
17. Sigla di chiusura
18. Torero